# Carretera Federal 58
La Carretera Federal 58 es una carretera Mexicana que recorre el estado de Nuevo León, tiene una longitud total de 95 km. 
Las carreteras federales de México se designan con números impares para rutas norte-sur y con números pares para las rutas este-oeste. Las designaciones numéricas ascienden hacia el sur de México para las rutas norte-sur y ascienden hacia el Este para las rutas este-oeste. Por lo tanto, la carretera federal 58, debido a su trayectoria de este-oeste, tiene la designación de número par, y por estar ubicada en el Norte de México le corresponde la designación N° 58.

## Trayecto

### Nuevo León
- San Roberto – Carretera Federal 57
- El Tokio
- El Charco
- Iturbide
- Linares – Carretera Federal 85